# Taglit-Birthright Israel
Taglit-Birthright Israel (hébreu : תגלית) est une association à but non lucratif israélienne créée en 1999 pour offrir des voyages en Israël aux jeunes de confession ou de culture juive, âgés de 18 à 26 ans. L’objectif est de renforcer les liens entre l’État d’Israël et la diaspora juive.
De 1999 à 2014, 350 000 personnes de 64 pays ont participé au programme. Environ 80 % des participants proviennent des États-Unis et du Canada.

## Histoire
Le programme Birthright Israel (droit du sang Israël) débute en 1994, fondé par les hommes d’affaires Charles Bronfman et Michael Steinhardt. Le projet obtient le soutien financier du gouvernement israélien, de donateurs privés, de l'Agence juive pour Israël et de communautés juives. Taglit est le mot hébreu pour découverte.

## Financement
L’organisation est principalement financée par le gouvernement israélien et des milliardaires juifs.
Parmi ces derniers, l’homme d’affaires conservateur Sheldon Adelson verse plusieurs millions de dollars chaque année à l’organisation par le biais de sa propre fondation depuis 2007,. En février 2015, le soutien total d'Adelson au programme s'élève à plus de 250 millions de dollars.
En 2015, la fondation Azrieli, québécoise, annonce effectuer un don de cinq millions de dollars à la section locale de Birthright Israel.

## Organisation
El Al, première compagnie israélienne de transport aérien, est l'opérateur principal des vols des voyages Taglit-Birthright.

## Programmes similaires
Birthright Israel a inspiré des programmes similaires pour d'autres diasporas avec des objectifs similaires, dont Birthright Armenia pour la diaspora arménienne, Reconnect Hungarian pour les jeunes adultes de la diaspora hongroise et Birthright Greece pour la diaspora grecque.

## Critiques
L’organisation Jewish Voice for Peace organise une campagne de sensibilisation appelé Return the Birthright (littéralement : Rendez le droit de naissance) qui critique le Birthright Israel program et invite les jeunes de confession juive à le boycotter en déclarant : « qu’il est injuste que nous recevions un voyage gratuit par droit de naissance alors que les réfugiés palestiniens ne peuvent pas retourner dans leur maison ».
Le 29 juin 2018, cinq participants ont quitté le voyage pour visiter la ville d’Hébron avec l’ONG israélienne Breaking the Silence. Les participants, qui sont également des membres de l’organisation pacifique juive américaine IfNotNow, ont protesté contre le « Birthright tour », le présentant comme « biaisé » et « cachant la réalité de l’occupation israélienne. »